# Домбрувка (Кольський повіт)
Домбрувка (пол. Dąbrówka) — село в Польщі, у гміні Клодава Кольського повіту Великопольського воєводства.
Населення — 120 осіб (2011).
У 1975-1998 роках село належало до Конінського воєводства.

## Демографія
Демографічна структура станом на 31 березня 2011 року:
|          | Загалом | Допрацездатний вік | Працездатний вік | Постпрацездатний вік |
| -------- | ------- | ------------------ | ---------------- | -------------------- |
| Чоловіки | 60      | 16                 | 36               | 8                    |
| Жінки    | 60      | 15                 | 30               | 15                   |
| Разом    | 120     | 31                 | 66               | 23                   |